# TALOS (パワードスーツ)
TALOS（タロス）は、アメリカ特殊作戦軍（US SOCOM）の主導の下で開発が進められていた軍用パワードスーツ（強化外骨格）。
TALOSという名称は、「Tactical Assault Light Operator Suit」の略であり、また、ギリシア神話に登場する青銅の自動人形「タロス」と同じ綴りでもある。
正式名称に定訳は無く、メディアによって「戦術的襲撃用軽装操縦者スーツ」や、「戦術的攻撃軽量オペレータースーツ」などと呼ばれていた。
アメリカ陸軍は、TALOSによって「すでに精鋭の集まりである特殊作戦部隊が、戦場でほぼ無敵になる」と発表していた。

## 概要
TALOSは、兵士の防御力と身体能力を大幅に向上させることが目的の軍用パワードスーツであり、マサチューセッツ工科大学（MIT）や特殊部隊「ネイビーシールズ」など56の企業、16の政府機関、13の大学、10の国立研究所が開発に参画している。
身体能力を向上させる油圧式のパワードスーツのほか、コンピュータやデータリンク機能、暗視装置による装着者の支援機能を備え、また、硬化する液体を利用したリキッドアーマーや、傷口を自動で検出して泡で塞ぐ能力なども付与される予定になっている。
装甲については、防弾素材として広く使用されているアラミド繊維「ケブラー」と、磁性流体を利用した「リキッドアーマー」の2つを組み合わせたものとされており、具体的な性能は公表されていないが、コンセプト動画では複数の人物によるアサルトライフルのフルオート射撃を受けても全くダメージを受けていない様子が映されている。
TALOSの開発が発表されると、各種メディアでアイアンマン計画などと報道されたが、計画を主導しているMITのガレス・マッキンリー教授は、アイアンマンがモデルになっていることを認めており、映画『アイアンマン』に登場するパワードスーツのデザインを行った特殊効果スタジオ「レガシー・エフェクツ」も、TALOSの設計に協力している。また、オバマ大統領も記者会見でアイアンマンを作っていると発言している。マッキンリー教授は、映画『エイリアン2』に登場するパワーローダーの名称も挙げている。
2014年には最初の試作機が完成するとされており、2018年の実用開始を目指していた。
しかし、2019年2月にプロジェクトは「多種多様なサブシステムの相互依存性と複雑さ」のため、「あらゆるシステムをシームレスに繋げて駆動する」という目標が解決できず、正式にプロジェクトの解散が発表された。
現在、プロジェクトの進捗過程で開発された技術やサブシステムを流用し、物資運搬補助用としてのパワードスーツ開発を進めているとのこと。